# Kara-darja

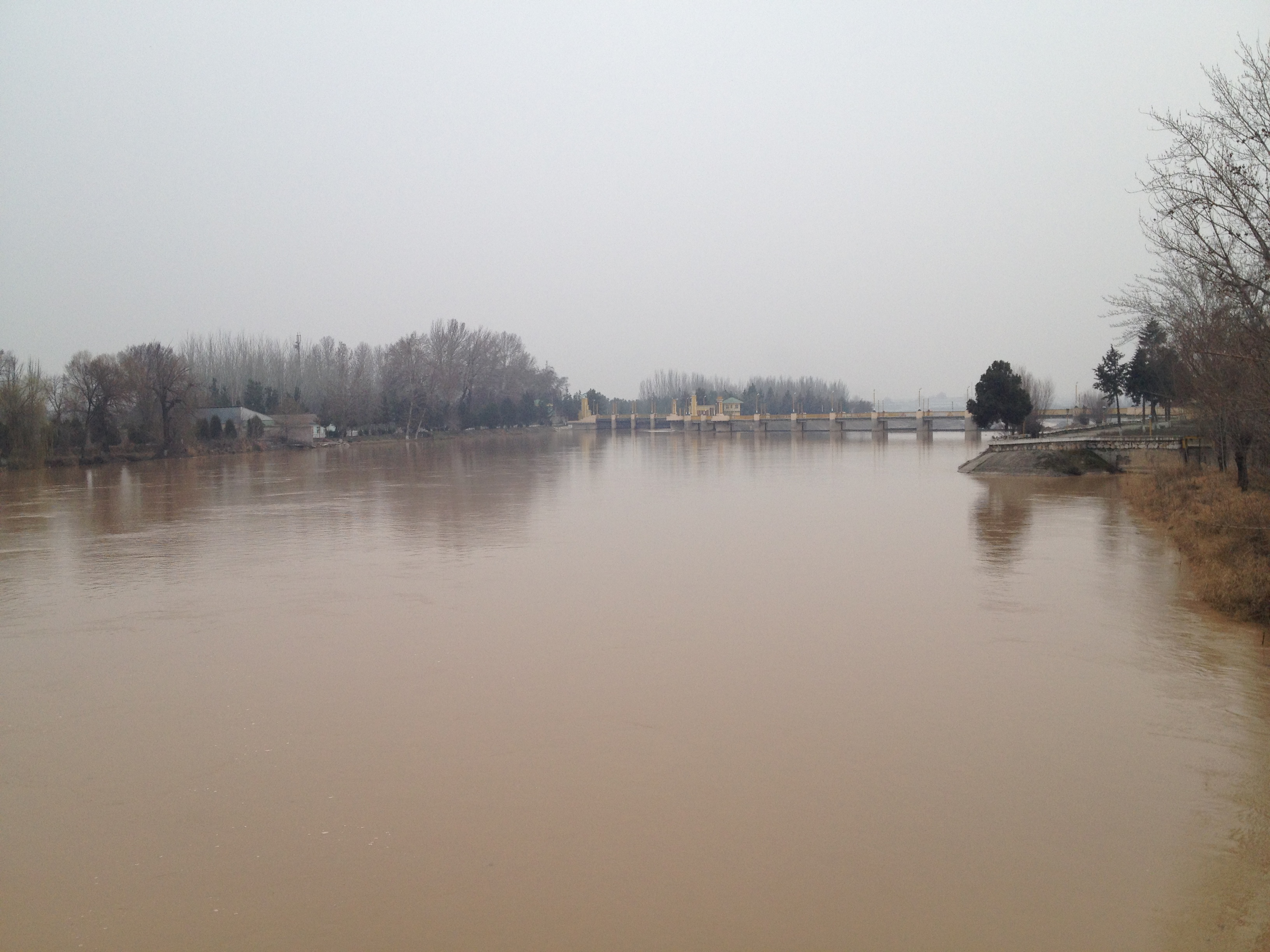
A Kara-darja folyó látképe

A Kara-darja (kirgizül: Кара-Дарыя, Qara-Dariya, قارا-دارىيا; üzbégül: Qoradaryo, Қорадарё, قارەدەريا, vagy Qaradaryo, oroszul: Карадарья) a Szir-darja egyik mellékfolyója Kirgizisztánban és Kelet-Üzbegisztánban.

## Leírása
Neve magyarul fekete vizet jelent. A Kara Darja folyó a Kirgizisztán Osh régióján átfolyó, 104 km hosszúságú, és a Ferghana-hegység délnyugati lejtőjén eredő  Kara-Kulja, valamint az Alay-hegység (Pamir-Alay) északi lejtőjén eredő Tar folyók összefolyásából jött létre. Hossza 177 kilométer, vízgyűjtő területe 30 100 négyzetkilométer. A Kara-darját a hó és a gleccserek vizei táplálják, átlagos évi vízhozam 136 m³/s.
A Kara-darja felső szakasza északnyugat felé folyik, az Osh régió keleti részén, a Fergana-hegységtől délnyugatra és azzal párhuzamosan. Özgöntől néhány kilométerre nyugatra az andijoni gátnál éri el a Fergana-völgyet és lép be üzbég területre.
Az alsó szakasza a Fergana-völgyön keresztül vezet, ahol vizét öntözésre használják. A Fergna-völgyben a Narin folyóval való összefolyása után Szir-darja néven Közép-Ázsia második legnagyobb folyóját alkotja. A folyón több gát is található.
A Kara Darjának több mint 200 mellékfolyója ismert, közülük a legnagyobbak a forrástól a szájig:
- Kara-Kulja (jobbra)
- Jazy (jobbra)
- Kurshab (balra)
- Kögart (jobbra)
- Kara-Üngkür (jobbra)
- Aravansay (balra)

## Fordítás
- Ez a szócikk részben vagy egészben  a   Kara Darya című angol Wikipédia-szócikk fordításán alapul.  Az eredeti cikk szerkesztőit annak laptörténete sorolja fel. Ez a jelzés csupán a megfogalmazás eredetét és a szerzői jogokat jelzi, nem szolgál a cikkben szereplő információk forrásmegjelöléseként.